# Александер Грем Белл
Алекса́ндер Грем Белл (англ. Alexander Graham Bell; 3 березня 1847, Единбург, Шотландія — 2 серпня 1922, Нова Шотландія, Канада) — американець шотландського походження, науковець і винахідник телефону, запатентував його в 1876 році, пізніше експериментував з фонографом.

## Біографія
Почав працювати помічником вчителя музики і ораторського мистецтва. Згодом працював з глухонімими людьми, навчаючи їх вимови. Прагнення допомогти цим людям і любов до дівчини, що оглухла після важкої хвороби, спонукали сконструювати прилади, за допомогою яких можна було демонструвати глухим артикуляцію звуків мови.
Після переїзду з Британії на американський континент викладав у Бостоні, тренуючи викладачів для глухих. У 1872 році відкрив у Бостоні приватну школу «Фізіології звуку та механіки мови», а в 1873 став професором фізіології органів мови Бостонського університету.
Вивчив акустику, фізику людської мови. Почав ставити досліди з апаратом, в якому мембрана передавала коливання звуків на голку. Так наближався до ідеї телефону, за допомогою якого «стане можливою передача різних звуків, якщо тільки вдасться викликати коливання сили електричного струму, відповідні тим коливанням густини повітря, які породжує даний звук».
За освітою не був ні інженером-електриком, ні фізиком, але за якийсь час змінив напрям діяльності і почав працювати над створенням телеграфу для одночасної передачі кількох текстів — «музичного телеграфу» (число текстів було рівне числу нот, тобто 7).
Белл намагався зробити мультиплексний телеграф для проекту свого тестя, Ґардінера Габбарда. Він оформив американський патент № 161739 за 6 квітня 1875, але ніякої користі від нього не отримав. Але в ході цих дослідів Белл впритул підійшов до винаходу телефону.
2 червня 1875 року його досліди все ж таки дали результати. Коли Александр і Томас Ватсон налаштовували телеграфні апарати, вони замкнули контакти і Александер почув у свого приймача дивний звук. Як тільки він почув цей звук, одразу кинувся до Ватсона, який у цей час налаштовував телеграфний ключ, і вся його настройка відкликалася луною на приймачі. Подібні події траплялися й раніше, але ніхто не надавав їм значення, а ось Александер Белл побачив у цьому підтвердження своїм здогадам, що звук можна передавати дротом. Після цього вони весь день ставили досліди із передачею звуку.
У 1876 році спостережливість при роботі над телеграфом допомогла відкрити явище, яке дало змогу винайти телефон: коли помічник Белла витягав пластинку з передавача, у приймачі Белл почув деренчання. З'ясувалося, що пластинка замикала і розмикала електричне коло. Белл звернув на це явище пильну увагу.
Через кілька днів перший апарат, родоначальник всіх телефонних апаратів — невелика мембрана з сигнальним ріжком для посилення звуку — був зроблений. Через кілька років телефон перетворився на масовий засіб зв'язку, що принесло створеній фірмі значні прибутки.
7 березня 1876 був оформлений патент № 174465 на Александра Белла, який буде визнаний найдорожчим патентом в історії.

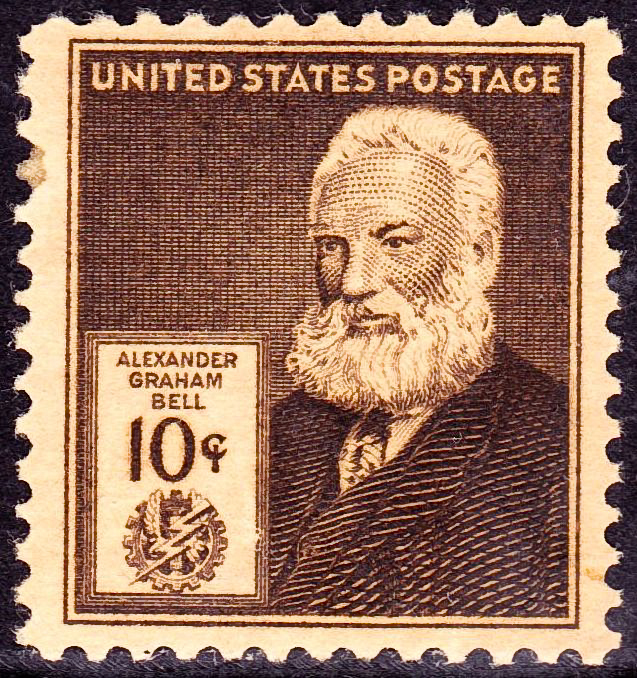
Александер Белл на поштовій марці США (1940)

У 1880 році вперше спостерігав фотоакустичний ефект — виникнення акустичних коливань у досліджуваному зразку при опромінюванні його модульованим або імпульсним світлом. Він запропонував використовувати фотоакустичний ефект для оптичного бездротового телефону, фотофону. У цьому пристрої звуки людського голосу викликали коливання рухомого люстерка, які модулювали пучок сонячного світла. Як приймач використовувався замкнутий об'єм з поглинаючим світло середовищем, в якому виникав звук (завдяки фотоакустичному ефекту), що сприймається людиною через слухову трубку.
Долучився до розробки металодетектора, гідроплана та інших літаків, спроектував чотиригранного повітряного змія.
Підтримував селекцію, а також сприяв розвитку євгеніки.
Став одним із засновників Національного географічного товариства, яке до сьогодні видає журнал «National Geographic».
Помер у своєму маєтку в Новій Шотландії від цукрового діабету, що ускладнився злоякісною анемією.

## Винаходи та запатентовані технології
| Номер патенту | Дата патенту    | Винахід                                                           |
| ------------- | --------------- | ----------------------------------------------------------------- |
| No. 161,739   | 06 квітня 1875  | Improvement in transmitters and receivers for electric telegraphs |
| No. 174,465   | 07 березня 1876 | Improvement In Telegraphy                                         |
| No. 178,399   | 06 червня 1876  | Improvement in telephonic telegraph-receivers                     |
| No. 181,553   | 29 серпня 1876  | Improvement in generating electric currents                       |
| No. 186,787   | 30 січня 1877   | Improvement in electric telegraphy                                |
| No. 201,488   | 19 березня 1878 | Improvement in speaking-telephones                                |
| No. 213,090   | 11 березня 1879 | Improvement in electric speaking-telephones                       |
| No. 220,791   | 21 жовтня 1879  | Improvement in telephone-circuits                                 |
| No. 228,507   | 08 червня 1880  | Electric Telephone Transmitter                                    |
| No. 230,168   | 20 липня 1880   | Automatic short-circuiter for telephones                          |
| No. 238,833   | 15 березня 1881 | Electric Call-Bell                                                |
| No. 241,184   | 10 травня 1881  | Telephonic Receiver                                               |
| No. 244,426   | 19 липня 1881   | Telephone Circuit                                                 |

| Номер патенту | Дата патенту   | Винахід                                                            |
| ------------- | -------------- | ------------------------------------------------------------------ |
| No. 235,199   | 07 грудня 1880 | Apparatus for Signaling and Communicating, Called "Photophone”     |
| No. 235,496   | 14 грудня 1880 | Photophone Transmitter                                             |
| No. 235,497   | 14 грудня 1880 | Selenium Cells                                                     |
| No. 235,590   | 14 грудня 1880 | Selenium Cell                                                      |
| No. 235,616   | 21 грудня 1880 | Process of Treating Selenium to Increase Its Electric Conductivity |
| No. 241,909   | 24 травня 1881 | Photophonic Receiver                                               |

| Номер патенту | Дата патенту   | Винахід                                             |
| ------------- | -------------- | --------------------------------------------------- |
| № 341,212     | 04 травня 1886 | Reproducing Sounds from Phonograph Records          |
| № 341,213     | 04 травня 1886 | Transmitting And Recording Sounds By Radiant Energy |
| № 341,214     | 04 травня 1886 | Recording and reproducing speech and other sounds   |

| Номер патенту | Дата патенту    | Винахід                                                                  |
| ------------- | --------------- | ------------------------------------------------------------------------ |
| No. 757,012   | 12 квітня 1904  | Aerial Vehicle                                                           |
| No. 770,626   | 20 вересня 1904 | Aerial Vehicle or Other Structure                                        |
| No. 856,838   | 11 червня 1907  | Connection Device for the Frames of Aerial Vehicles and Other Structures |
| No. 1,010,842 | 5 грудня 1911   | Flying Machine                                                           |
| No. 1,011,106 | 5 грудня 1911   | Flying Machine                                                           |
| No. 1,050,601 | 04 січня 1913   | Flying Machine                                                           |

| Номер патенту | Дата патенту    | Винахід                                  |
| ------------- | --------------- | ---------------------------------------- |
| No. 1,410,874 | 28 березня 1922 | Hydrodrome, Hydroaeroplane, and the Like |
| No. 1,410,875 | 28 березня 1922 | Hydrodrome, Hydroaeroplane, and the Like |
| No. 1,410,876 | 28 березня 1922 | Hydrodrome, Hydroaeroplane, and the Like |
| No. 1,410,877 | 28 березня 1922 | Hydrodrome, Hydroaeroplane, and the Like |